# Lijst van voetbalinterlands Comoren - Djibouti
Deze lijst van voetbalinterlands is een overzicht van alle officiële voetbalwedstrijden tussen de nationale teams van de Comoren en Djibouti. De landen hebben tot op heden een keer tegen elkaar gespeeld. Dat was een kwalificatiewedstrijd voor de Arab Nations Cup 2009 op 17 december 2006 in Sanaa (Jemen).

## Wedstrijden
| № | Plaats | Datum            | Competitie                         | Wedstrijd          | Uitslag |
| - | ------ | ---------------- | ---------------------------------- | ------------------ | ------- |
| 1 | Sanaa  | 17 december 2006 | Arab Nations Cup 2009 kwalificatie | Djibouti − Comoren | 2 − 4   |

## Samenvatting
| Competitie                    | Totaal gespeeld | Winst Comoren | Gelijk | Winst Djibouti | Doelsaldo Comoren – Djibouti |
| ----------------------------- | --------------- | ------------- | ------ | -------------- | ---------------------------- |
| Arab Nations Cup-kwalificatie | 1               | 1             | 0      | 0              | 4 − 2                        |
| Totaal                        | 1               | 1             | 0      | 0              | 4 − 2                        |

Wedstrijden bepaald door strafschoppen worden, in lijn met de FIFA, als een gelijkspel gerekend.
FCF · Comorees vrouwenelftal

Interlands
Tegenstander:
Angola ·
Botswana ·
Burkina Faso ·
Burundi ·
Centraal-Afrikaanse Republiek ·
Djibouti ·
Egypte ·
Ethiopië ·
Gabon ·
Gambia ·
Ghana ·
Guinee ·
Ivoorkust ·
Jemen ·
Kaapverdië ·
Kameroen ·
Kenia ·
Lesotho ·
Libië ·
Madagaskar ·
Malawi ·
Malediven ·
Mali ·
Marokko ·
Mauritanië ·
Mauritius ·
Mozambique ·
Namibië ·
Oeganda ·
Palestina ·
Seychellen ·
Sierra Leone ·
Swaziland ·
Togo ·
Tsjaad ·
Tunesië ·
Zambia ·
Zimbabwe ·
Zuid-Afrika
FDF · A-internationals · Djiboutiaans vrouwenelftal · Olympisch elftal · 
1990 – 1999 ·
2000 – 2009 ·
2010 – 2019 ·
2020 − 2029
1994 · 
1995 · 
1996 · 
1997 · 
1998 · 
1999 · 
2000 · 
2001 · 
2002 · 
2003 · 
2004 · 
2005 · 
2006 · 
2007 · 
2008 · 
2009 ·
2010 · 
2011 · 
2012 ·
2013 ·
2014 ·
2015 · 
2016 ·
2017 ·
2018 ·
2019 ·
2020 ·
2021 ·
2022 ·
2023 ·
2024
Algerije ·
Burkina Faso ·
Burundi ·
Comoren ·
Congo-Kinshasa ·
Egypte ·
Equatoriaal-Guinea ·
Eritrea ·
Ethiopië ·
Gambia ·
Guinee-Bissau ·
Jemen ·
Kenia ·
Libanon ·
Liberia ·
Malawi ·
Mauritius ·
Namibië ·
Niger ·
Oeganda ·
Pakistan ·
Rwanda ·
Sierra Leone ·
Soedan ·
Somalië ·
Swaziland ·
Tanzania ·
Togo ·
Tunesië ·
Zambia ·
Zimbabwe ·
Zuid-Soedan